# سانتشث ألبورنوث
كلاوديو سانتشث ألبورنوث (بالإسبانية: Claudio Sánchez-Albornoz y Menduiña)‏ Claudio Sánchez-Albornoz (1310 - 1404 هـ / 1893 - 1984 م) هو مؤرخ إسباني عني بتاريخ إسبانيا الإسلامية.

## مؤلفاته
- إسبانيا «الإسلامية»، سنة 1946 La Espana musulmana.
- «ليون وقشتالة في القرن الثامن إلى الثالث عشر الميلادية»، سنة 1914 Lèon y Castilla durante los siglos VIII al XIII.
- «حول نشأة الإقطاع» جـ 2.
- «مصادر تاريخ إسبانيا الإسلامية في القرن الثامن» (مندوثا، سنة 1942).
- «الأخبار المجموعة» والمسائل التاريخية التي تثيرها» (مندوثا سنة 1944).